# 2013 no ciclismo de estrada masculino
Cronologia do ciclismo
A recompilação do ano 2013 no ciclismo.

## Campeonato Mundial
O Campeonato Mundial de Ciclismo em Estrada foi sediado em Florença, Itália.
| Corrida                    | Data           | Vencedor                | Second                  | Third                    | Ref   |
| -------------------------- | -------------- | ----------------------- | ----------------------- | ------------------------ | ----- |
| Contrarrelógio por equipas | 22 de setembro | Omega Pharma-Quick Step | Orica-GreenEDGE         | Team Sky                 | [ 1 ] |
| Contrarrelógio             | September 25   | Tony Martin (GER)       | Bradley Wiggins (GBR)   | Fabian Cancellara (SUI)  |       |
| Rota                       | September 29   | Rui Costa (POR)         | Joaquim Rodríguez (ESP) | Alejandro Valverde (ESP) |       |

## Grandes Voltas
| Corrida         | Data                          | Vencedor              | Segundo               | Terceiro                 | Ref |
| --------------- | ----------------------------- | --------------------- | --------------------- | ------------------------ | --- |
| Giro d'Italia   | 4–26 de maio                  | Vincenzo Nibali (ITA) | Rigoberto Urán (COL)  | Cadel Evans (AUS)        |     |
| Tour de France  | 29 de junho – 21 de julho     | Chris Froome (GBR)    | Nairo Quintana (COL)  | Joaquim Rodríguez (ESP)  |     |
| Vuelta a España | 24 de agosto – 15 de setembro | Chris Horner (USA)    | Vincenzo Nibali (ITA) | Alejandro Valverde (ESP) |     |

## UCI World Tour
| Corrida                    | Data               | Vencedor                | Segundo                  | Terceiro                     | Ref    |
| -------------------------- | ------------------ | ----------------------- | ------------------------ | ---------------------------- | ------ |
| Tour Down Under            | January 22–27      | Tom-Jelte Slagter (NED) | Javier Moreno (ESP)      | Geraint Thomas (GBR)         | [ 2 ]  |
| Paris–Nice                 | March 3–10         | Richie Porte (AUS)      | Andrew Talansky (USA)    | Jean-Christophe Péraud (FRA) | [ 3 ]  |
| Tirreno–Adriatico          | March 6–12         | Vincenzo Nibali (ITA)   | Chris Froome (GBR)       | Alberto Contador (ESP)       | [ 4 ]  |
| Milan–San Remo             | March 17           | Gerald Ciolek (GER)     | Peter Sagan (SVK)        | Fabian Cancellara (SWI)      | [ 5 ]  |
| Volta a Catalunya          | March 18–24        | Dan Martin (IRL)        | Joaquim Rodríguez (ESP)  | Michele Scarponi (ITA)       | [ 6 ]  |
| E3 Harelbeke               | March 22           | Fabian Cancellara (SUI) | Peter Sagan (SVK)        | Daniel Oss (ITA)             | [ 7 ]  |
| Gent–Wevelgem              | March 24           | Peter Sagan (SVK)       | Borut Božič (SLO)        | Greg Van Avermaet (BEL)      | [ 8 ]  |
| Tour of Flanders           | March 31           | Fabian Cancellara (SUI) | Peter Sagan (SVK)        | Jürgen Roelandts (BEL)       | [ 9 ]  |
| Tour of the Basque Country | April 1–6          | Nairo Quintana (COL)    | Richie Porte (AUS)       | Sergio Henao (COL)           | [ 10 ] |
| Paris–Roubaix              | April 7            | Fabian Cancellara (SUI) | Sep Vanmarcke (BEL)      | Niki Terpstra (NED)          | [ 11 ] |
| Amstel Gold Race           | April 14           | Roman Kreuziger (CZE)   | Alejandro Valverde (ESP) | Simon Gerrans (AUS)          | [ 12 ] |
| La Flèche Wallonne         | April 17           | Daniel Moreno (ESP)     | Sergio Henao (COL)       | Carlos Betancur (COL)        | [ 13 ] |
| Liège–Bastogne–Liège       | April 21           | Dan Martin (IRL)        | Joaquim Rodríguez (ESP)  | Alejandro Valverde (ESP)     | [ 14 ] |
| Tour de Romandie           | April 23–28        | Chris Froome (GBR)      | Simon Špilak (SVK)       | Rui Costa (POR)              | [ 15 ] |
| Critérium du Dauphiné      | June 2–9           | Chris Froome (GBR)      | Richie Porte (AUS)       | Daniel Moreno (ESP)          | [ 16 ] |
| Tour de Suisse             | June 8–16          | Rui Costa (POR)         | Bauke Mollema (NED)      | Roman Kreuziger (CZE)        |        |
| Clásica de San Sebastián   | July 27            | Tony Gallopin (FRA)     | Alejandro Valverde (ESP) | Roman Kreuziger (CZE)        |        |
| Tour de Pologne            | July 27 – August 3 | Pieter Weening (NED)    | Jon Izagirre (ESP)       | Christophe Riblon (FRA)      |        |
| Eneco Tour                 | August 12–18       | Zdeněk Štybar (CZE)     | Tom Dumoulin (NED)       | Andriy Hryvko (UKR)          |        |
| Vattenfall Cyclassics      | August 25          | John Degenkolb (GER)    | André Greipel (GER)      | Alexander Kristoff (NOR)     | [ 17 ] |
| GP Ouest-France            | September 1        | Filippo Pozzato (ITA)   | Giacomo Nizzolo (GER)    | Samuel Dumoulin (FRA)        | [ 18 ] |
| GP de Québec               | September 13       | Robert Gesink (NED)     | Arthur Vichot (FRA)      | Greg Van Avermaet (BEL)      |        |
| GP de Montréal             | September 15       | Peter Sagan (SVK)       | Simone Ponzi (ITA)       | Ryder Hesjedal (CAN)         |        |
| Giro di Lombardia          | October 6          | Joaquim Rodríguez (ESP) | Alejandro Valverde (ESP) | Rafał Majka (POL)            |        |
| Tour of Beijing            | October 11–15      | Beñat Intxausti (ESP)   | Dan Martin (IRL)         | David López (ESP)            |        |

## 2.HC Category Races
| Race                        | Date                  | Winner                   | Second                        | Third                    | Ref    |
| --------------------------- | --------------------- | ------------------------ | ----------------------------- | ------------------------ | ------ |
| Tour of Qatar               | February 3–8          | Mark Cavendish (GBR)     | Brent Bookwalter (USA)        | Taylor Phinney (USA)     | [ 19 ] |
| Tour of Oman                | February 11–16        | Chris Froome (GBR)       | Alberto Contador (ESP)        | Cadel Evans (AUS)        | [ 20 ] |
| Tour de Langkawi            | February 21 – March 2 | Julián Arredondo (COL)   | Pieter Weening (NED)          | Sergio Pardilla (ESP)    | [ 21 ] |
| Critérium International     | March 23–24           | Chris Froome (GBR)       | Richie Porte (AUS)            | Tejay van Garderen (USA) | [ 22 ] |
| Three Days of De Panne      | March 26–28           | Sylvain Chavanel (FRA)   | Alexander Kristoff (NOR)      | Niki Terpstra (NED)      | [ 23 ] |
| Giro del Trentino           | April 16–19           | Vincenzo Nibali (ITA)    | Mauro Santambrogio (ITA)      | Maxime Bouet (FRA)       | [ 24 ] |
| Presidential Tour of Turkey | April 21–28           | Mustafa Sayar (TUR)      | Natnael Berhane (ERI)         | Yoann Bagot (FRA)        | [ 25 ] |
| Four Days of Dunkirk        | May 1–5               | Arnaud Demare (FRA)      | Florian Vachon (FRA)          | Ramon Sinkeldam (NED)    |        |
| Tour of California          | May 12–19             | Tejay van Garderen (USA) | Michael Rogers (AUS)          | Janier Acevedo (COL)     |        |
| Tour of Belgium             | May 22–26             | Tony Martin (GER)        | Luis León Sánchez (ESP)       | Philippe Gilbert (BEL)   |        |
| Bayern-Rundfahrt            | May 22–26             | Adriano Malori (ITA)     | Geraint Thomas (GBR)          | Jan Bárta (CZE)          |        |
| Tour de Luxembourg          | June 12–16            | Paul Martens (GER)       | Jonathan Hivert (FRA)         | Jan Bakelants (BEL)      | [ 26 ] |
| Österreich Rundfahrt        | June 30 – July 7      | Riccardo Zoidl (AUT)     | Alexandr Dyachenko (KAZ)      | Kevin Seeldraeyers (BEL) | [ 27 ] |
| Tour of Qinghai Lake        | July 7–20             | Samad Poor Seiedi (IRI)  | Yevgeniy Nepomnyachshiy (KAZ) | Daniil Fominykh (KAZ)    | [ 28 ] |
| Tour de Wallonie            | July 20–24            | Greg Van Avermaet (BEL)  | Anthony Geslin (FRA)          | Alexandr Kolobnev (RUS)  | [ 29 ] |
| Danmark Rundt               | July 31 – August 1    | Wilco Kelderman (NED)    | Lars Bak (DEN)                | Matti Breschel (DEN)     |        |
| Vuelta a Burgos             | August 7–11           | Nairo Quintana (COL)     | Amets Txurruka (ESP)          | Anthony Roux (FRA)       |        |
| USA Pro Cycling Challenge   | August 19–25          | Tejay van Garderen (USA) | Mathias Frank (SUI)           | Tom Danielson (USA)      |        |
| Tour of Hainan              | October 20–28         | Moreno Hofland (NED)     | Frédéric Amorison (BEL)       | Tom Leezer (NED)         |        |

## 1.HC Category Races
| Race                    | Date        | Winner                  | Second                            | Third                     | Ref    |
| ----------------------- | ----------- | ----------------------- | --------------------------------- | ------------------------- | ------ |
| Omloop Het Nieuwsblad   | February 23 | Luca Paolini (ITA)      | Stijn Vandenbergh (BEL)           | Sven Vandousselaere (BEL) | [ 30 ] |
| Clásica de Almería      | February 24 | Mark Renshaw (AUS)      | Reinardt Janse van Rensburg (RSA) | Francesco Lasca (ITA)     | [ 31 ] |
| Dwars door Vlaanderen   | March 20    | Oscar Gatto (ITA)       | Borut Božič (SVN)                 | Mathew Hayman (AUS)       | [ 32 ] |
| Scheldeprijs            | April 3     | Marcel Kittel (GER)     | Mark Cavendish (GBR)              | Barry Markus (NED)        | [ 33 ] |
| Brabantse Pijl          | April 10    | Peter Sagan (SVK)       | Philippe Gilbert (BEL)            | Bjorn Leukemans (BEL)     | [ 34 ] |
| Rund um den Finanzplatz | May 1       | Simon Špilak (SLO)      | Moreno Moser (ITA)                | André Greipel (GER)       |        |
| Tre Valli Varesine      | August 21   | Kristijan Đurasek (CRO) | Francesco Manuel Bongiorno (ITA)  | Alexandr Kolobnev (RUS)   | [ 35 ] |
| Paris–Bruxelles         | September 7 | André Greipel (GER)     | John Degenkolb (GER)              | Nacer Bouhanni (FRA)      |        |
| Grand Prix de Fourmies  | September 8 | Nacer Bouhanni (FRA)    | André Greipel (GER)               | Bryan Coquard (FRA)       | [ 36 ] |
| Milano–Torino           | October 2   | Diego Ulissi (ITA)      | Rafał Majka (POL)                 | Daniel Moreno (ESP)       | [ 37 ] |
| Tour de Vendée          | October 6   | Nacer Bouhanni (FRA)    | Samuel Dumoulin (FRA)             | Steven Tronet (FRA)       | [ 38 ] |
| Giro dell'Emilia        | October 12  | Diego Ulissi (ITA)      | Chris Anker Sørensen (DEN)        | Davide Villella (ITA)     |        |
| Paris–Tours             | October 13  | John Degenkolb (GER)    | Michael Mørkøv (DEN)              | Arnaud Démare (FRA)       |        |
| Japan Cup               | October 20  | Michael Rogers (AUS)    | Jack Bauer (NZL)                  | Damiano Cunego (ITA)      |        |

## UCI tours
| Tour         | Individual champion     | Individual champion's team | Team champion                   | Nations champion |
| ------------ | ----------------------- | -------------------------- | ------------------------------- | ---------------- |
| World Tour   | Joaquim Rodríguez (ESP) | Team Katusha               | Movistar Team                   | Espanha          |
| Africa Tour  | Adil Jelloul (MAR)      | No team                    | MTN Qhubeka                     | Marrocos         |
| America Tour | Janier Acevedo (COL)    | Jamis-Hagens Berman        | UnitedHealthcare                | Colômbia         |
| Asia Tour    | Julián Arredondo (COL)  | Team Nippo-De Rosa         | Predefinição:Dados ciclismo TPT | Irã              |
| Europe Tour  | Riccardo Zoidl (AUT)    | RC Gourmetfein Wels        | Team Total Direct Énergie       | França           |
| Oceania Tour | Damien Howson (AUS)     | No team                    | Predefinição:Dados ciclismo GEN | Austrália        |

## Continental Championships

### African Championships
| Race                  | Date              | Winner                                                                              | Second                                                                       | Third                                                                      |
| --------------------- | ----------------- | ----------------------------------------------------------------------------------- | ---------------------------------------------------------------------------- | -------------------------------------------------------------------------- |
| Road race             | November 11, 2012 | Natnael Berhane (ERI)                                                               | Jay Thomson (RSA)                                                            | Ferekalsi Debesay (ERI)                                                    |
| Individual time trial | November 9, 2012  | Daniel Teklehaymanot (ERI)                                                          | Tsgabu Grmay (ETH)                                                           | Jay Thomson (RSA)                                                          |
| Team time trial       | November 7, 2012  | Eritrea · Natnael Berhane · Ferekalsi Debesay · Daniel Teklehaymanot · Jani Tewelde | Tunisia · Said Ali Akkouche · Rafaâ Chtioui · Maher Hasnaoui · Ahmed M'Raihi | Algeria · Adel Barbari · Hichem Chaabane · Karim Hadjbouzit · Fayçal Hamza |

### Asian Championships
| Race                  | Date     | Winner                     | Second                | Third                 |
| --------------------- | -------- | -------------------------- | --------------------- | --------------------- |
| Road race             | March 17 | Muradjan Khalmuratov (UZB) | Arvin Moazzemi (IRI)  | Andrey Mizourov (KAZ) |
| Individual time trial | March 14 | Muradjan Khalmuratov (UZB) | Andrey Mizourov (KAZ) | Evgeny Vakker (KGZ)   |

### European Championships (under-23)
| Race                             | Date    | Winner                   | Second                   | Third                 |
| -------------------------------- | ------- | ------------------------ | ------------------------ | --------------------- |
| Road race (under-23)             | July 21 | Sean De Bie (BEL)        | Petr Vakoč (CZE)         | Toms Skujiņš (LAT)    |
| Individual time trial (under-23) | July 18 | Victor Campenaerts (BEL) | Oleksandr Golovash (UKR) | Jasha Sütterlin (DEU) |

### Oceania Championships
| Race                  | Date     | Winner              | Second                | Third               |
| --------------------- | -------- | ------------------- | --------------------- | ------------------- |
| Road race             | March 17 | Cameron Meyer (AUS) | Damien Howson (AUS)   | Jack Anderson (AUS) |
| Individual time trial | March 14 | Paul Odlin (NZL)    | Benjamin Dyball (AUS) | Joseph Cooper (NZL) |

### Pan American Championships
| Race                  | Date  | Winner                 | Second             | Third                   |
| --------------------- | ----- | ---------------------- | ------------------ | ----------------------- |
| Road race             | May 5 | Jonathan Paredes (COL) | Ignacio Diaz (MEX) | Segundo Navarrete (ECU) |
| Individual time trial | May 2 | Carlos Oyarzun (CHI)   | Ignacio Diaz (MEX) | Leandro Messineo (ARG)  |

## International Games

### Games of the Small States of Europe
| Race       | Winner              | Second              | Third                  |
| ---------- | ------------------- | ------------------- | ---------------------- |
| Road race  | Joël Zangerle (LUX) | Hans Burkhard (LIE) | Tom Thill (LUX)        |
| Time trial | Stefan Küng (LIE)   | Alex Kirsch (LUX)   | Christian Helmig (LUX) |

### Island Games
| Race                  | Winner             | Second                  | Third                  |
| --------------------- | ------------------ | ----------------------- | ---------------------- |
| Road race             | Tobyn Horton (GGY) | Torkil Veyhe (FRO)      | Andrew Roche (IOM)     |
| Time trial            | Andrew Roche (IOM) | Torkil Veyhe (FRO)      | Shannon Lawrence (BER) |
| Road race team        | Guernsey           | Ilha de Man             | Jersey                 |
| Time trial team       | Ilha de Man        | Guernsey                | Jersey                 |
| Town centre criterium | Tobyn Horton (GGY) | Richard Tanguy (Jersey) | Greg Mansell (Jersey)  |

### Mediterranean Games
| Race       | Winner               | Second                   | Third                    |
| ---------- | -------------------- | ------------------------ | ------------------------ |
| Road race  | Nicola Ruffoni (ITA) | Christophe Laporte (FRA) | Abdelbasat Hanachi (ALG) |
| Time trial | Yoann Paillot (FRA)  | Luis Mas Bonet (ESP)     | Rasim Reis (TUR)         |

### East Asian Games
| Race      | Winner              | Second                   | Third                      |
| --------- | ------------------- | ------------------------ | -------------------------- |
| Road race | Feng Chun-kai (TWN) | Altanzul Altansukh (MGL) | Tuguldur Tuulkhangai (MGL) |

### Southeast Asian Games
| Race            | Winner                                                                     | Second                                                                                                   | Third                                                                                    |
| --------------- | -------------------------------------------------------------------------- | --- | ---------------------------------------------------------------------------------------- |
| Road race       | Alex Destribois (LAO)                                                      | Mai Nguyen Hung (VIE)                                                                                    | Robin Manulang (INA)                                                                     |
| Time trial      | Mark Galedo (PHI)                                                          | Robin Manulang (INA)                                                                                     | Ronald Oranza (PHI)                                                                      |
| Team time trial | Vietnam · Le Van Duan · Nguyen Thanh Tam · Trinh Duc Tam · Mai Nguyen Hung | Thailand · Sarawut Sirironnachai · Thurakit Boonratanathanakorn · Puchong Sai-Udomsin · Nawuti Liphongyu | Malaysia · Mohamed Rauf Nur Misbah · Amir Mustafa Rusli · Muhamad Othman · Mohamed Lutfi |